# Monte Caseros
Monte Caseros est une ville de la province de Corrientes, en Argentine, et le chef-lieu du département homonyme. Elle est située à l'extrémité sud-est de la province et à 571 km au nord de Buenos Aires. Face à elle, se trouve la ville uruguayenne de Bella Unión, de l'autre côté du Rio Uruguay.